# Huish (Wiltshire)
Huish – wieś w Anglii, w hrabstwie Wiltshire. Leży 34 km na północ od miasta Salisbury i 117 km na zachód od Londynu.